# Alloza
Alloza es un municipio español en la comarca de Andorra-Sierra de Arcos de la provincia de Teruel (Aragón, España). Tiene una población de 572 habitantes (INE 2020) y una extensión de 81,6 km².

## Toponimia
El término Alloza proviene del árabe اللوزة al-lawza(t), el almendro, unidad de lawz, almendros.

## Prehistoria
Existen importantes restos arqueológicos en el término municipal, como el de «Partida de las Naves», donde han aparecido un hacha plana de bronce y un puñal, ambos calificados de argáricos (Bronce Antiguo).
Destaca el yacimiento ibérico de «El Castelillo», a 2 km al noroeste del municipio, que data de los siglos III y II a. C. Es un poblado situado en una colina muy escarpada, en cuyas laderas se agrupan las viviendas, construidas con zócalos de piedra y muros de adobe, y cuya cubierta sería de ramas y barro.
Es importante la rica cerámica encontrada, sobre todo cálatos con decoración pictórica muy variada.

## Historia
No se conoce exactamente cual es el origen de Alloza, pero sí que existió en época musulmana, dada su toponimia.
La comarca fuera reconquistada en 1122 por Alfonso I el Batallador y luego, en 1179, Alfonso II dio la aldea a la Orden de Calatrava en su encomienda de Alcañiz.
No parece que hubiera ni judíos ni moriscos en Alloza, pues no se habla de ellos a raíz de las expulsión de unos y otros en 1492 y 1610 respectivamente.
En el siglo XVIII Alloza contaba con una escuela de gramática —donde estudió el allocino Joaquín Fernando Garay, introductor de la patata en España— que llegó a tener 116 estudiantes en 1782. La Guerra de la Independencia truncó el desarrollo de esta escuela, pese a que la localidad fue un lugar relativamente tranquilo durante la contienda.
Durante la Primera Guerra Carlista, en Alloza se apoyó a la causa carlista y aquí tuvo su punto de partida la operación que culminó con la derrota del ejército carlista en la Cincomarzada en 1838. Igualmente, hubo varias batallas entre ambos bandos en las proximidades más agrestes de Alloza —como «Los Congostos»—, que sirvió de refugio al general carlista Ramón Cabrera.
Pascual Madoz, en su Diccionario geográfico-estadístico-histórico de España de 1845, describe a Alloza de la siguiente manera: 

Tiene 380 casas, en general de dos pisos y buena distribución interior; forman varias calles de regular anchura, bien empedradas y limpias, y 2 plazas, una  denominada de San Blas y otra del Hospital.

Señala que la localidad producía vino, aceite, trigo, cebada, seda, hortalizas, frutas y legumbres; indica también la existencia de ocho fábricas de alumbre y un molino de aceite.
Ya en el siglo XX, durante la Guerra Civil se creó en Alloza un comité compuesto por personas tanto de izquierdas como de derechas para protegerse mutuamente según el bando que llegase al pueblo. Ello propició que, a la postre, hubiera menos víctimas de la represión que en otros pueblos vecinos.
En los años 40 llegó a la cuenca minera de la Val de Ariño la empresa nacional Calvo Sotelo para realizar sondeos de lignito, comprar minas y abrir nuevas explotaciones. En la década siguiente, el 61 % de la superficie minera de la zona correspondía a Alloza, con un total de 26 minas.

## Demografía
Alloza cuenta con una población de 551 habitantes (INE 2024).
| Gráfica de evolución demográfica de Alloza entre 1842 y 2021                                                        |
| |
| Población de derecho según los censos de población del INE Población de hecho según los censos de población del INE |

En el fogaje de 1495 —censo ordenado por Fernando el Católico—, Alloza figura con 114 «fuegos» u hogares, lo que equivale a unos 500 habitantes.
A mediados del siglo XIX, el censo de 1857 registra una población de 1704 habitantes para la localidad, cifra que aproximadamente se mantiene en la primera mitad del siglo XX. Sin embargo, a partir de la década de 1960 se inicia un marcado descenso demográfico, siendo su población en 2020 una tercera parte de la que había en 1960.

## Administración y política
| Período             | Alcalde                                   | Partido |  |
| ------------------- | ----------------------------------------- | ------- |  |
| 1979-1980 1980-1983 | Vicente Franco Garay Mariano Muñoz Castro | UCD     |  |
| 1979-1980 1980-1983 | Vicente Franco Garay Mariano Muñoz Castro | UCD     |  |
| 1983-1987           | José María Sanz                           | PAR     |  |
| 1987-1991           | José María Sanz                           | PAR     |  |
| 1991-1995           | Joaquín Aranda                            | PP      |  |
| 1995-1999           | Joaquín Aranda                            | PP      |  |
| 1999                | Víctor Escaso                             | PP      |  |
| 1999-2003           | Pilar Lorenz                              | PAR     |  |
| 2003-2007           | Pilar Lorenz                              | PAR     |  |
| 2007-2011           | Manuel Antonio Royo Blasco                | PSOE    |  |
| 2011-2013           | Manuel Antonio Royo Blasco                | PSOE    |  |
| 2013-2015           | Miguel Ángel Aranda Lafoz                 | PAR     |  |
| 2015-2019           | Miguel Ángel Aranda Lafoz                 | PAR     |  |
| 2019-2023           | Miguel Ángel Aranda Lafoz                 | PAR     |  |

| Partido político    | Partido político                                   | 2003   | 2007   | 2011   | 2015   |
| Partido político    | Partido político                                   | Ediles | Ediles | Ediles | Ediles |
|                     | Partido Aragonés (PAR)                             | 3      | 3      | 2      | 6      |
|                     | Partido de los Socialistas de Aragón (PSOE-Aragón) | 2      | 3      | 4      | 1      |
|                     | Partido Popular de Aragón (PP)                     | 2      | 1      | 1      | —      |
|                     | Izquierda Unida (IU)                               | —      | —      | 0      | —      |
| Total de concejales | Total de concejales                                | 7      | 7      | 7      | 7      |

## Patrimonio

### Patrimonio Religioso

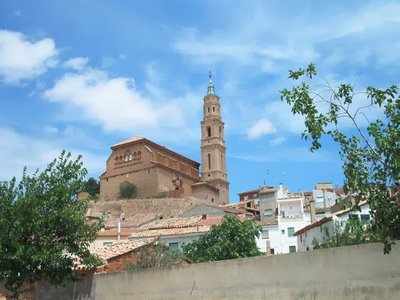
Iglesia de la Concepción

- La Iglesia de la Concepción —también llamada de la Purísima— es un templo de tres naves y cuatro tramos con cabecera rectangular. Tiene una elevada torre de ladrillo de cuatro cuerpos, en los que se produce una pequeña disminución de la sección.[13]

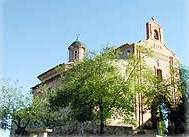
Ermita del Calvario

- El Monte Calvario, además de su primer significado religioso, es de gran interés paisajístico y destacable turísticamente, con inmejorables vistas como mirador del pueblo de Alloza. En lo alto se emplaza la ermita del Santo Sepulcro o del Calvario, que data de principios del siglo XVIII. Obra de sillería y ladrillo, tiene una sola nave de dos tramos con bóveda de medio cañón con lunetos. En el interior de la ermita, que alberga el Santo Sepulcro, cabe destacar la decoración de azulejos en suelo y zócalo realizada en 1788, así como un baldaquino de columnas salomónicas realizado en 1735. El camino hasta la ermita transcurre entre monumentales cipreses centenarios, entre los que sobresale el llamado «ciprés Madre» por sus considerables dimensiones y numerosas ramificaciones.[14][15]

- Alloza cuenta con otras Seis Ermitas:

-San Blas, construida en ladrillo, está situada en la plaza Mayor.
-San Gregorio se encuentra junto al cementerio, destacando su decoración pintada de claro sabor popular.
-San Roque es una capilla abierta sobre un portal formado por dos arcos de medio punto.
-Virgen de Arcos, a las afueras del pueblo, es una pequeña capilla cuadrangular de mampostería.
-San Benón (Ruinas)
-San Cristóbal (Ruinas)

### Patrimonio Civil

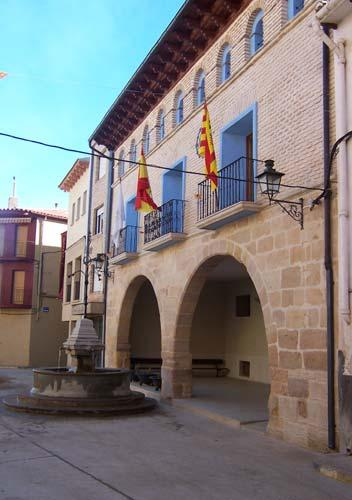
Casa consistorial

- La Casa Consistorial -también conocido como el Ayuntamiento de Alloza- cuenta con tres pisos de altura y es de composición simétrica. En el piso inferior está la lonja o trinquete, con dos amplios arcos de medio punto apoyados en pilastras. En la planta noble se abren tres balcones, en esta planta se encuentran las oficinas del ayuntamiento. Y en la tercera y última planta se encuentra el archivo municipal y el salón de plenos consistorial.[17]

- El Gallipuente, se encuentra a las afueras del municipio, es una acueducto en desuso de piedra que salva el desnivel del barranco de Piniella; junto a él hay una fuente natural llamada «de las Señoritas».

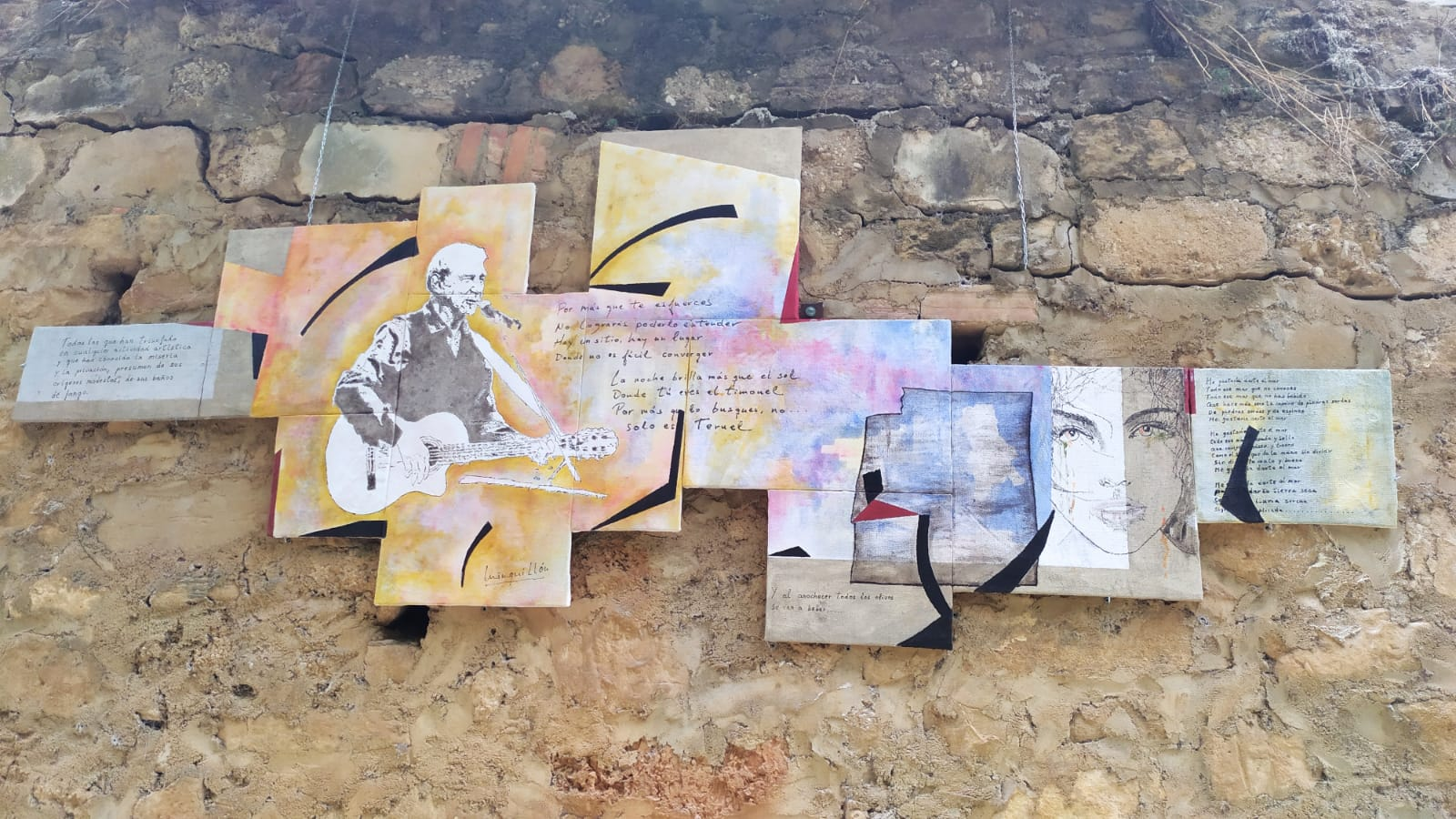
Parque escultórico

### Patrimonio Cultural
- El Centro de Interpretación del Castelillo de Alloza es un edificio que alberga exposiciones temporales y en donde también se explica el yacimiento de El Castelillo. En varias vitrinas hay réplicas de cerámicas y otros objetos encontrados en dicho yacimiento arqueológico.

- Parque Escultórico los Barrancos es una zona natural paisajística, el cual esta decorado con varias esculturas de diferentes autores reconocidos, que se pueden observar en el recinto.

## Música
Alloza es un pequeño pueblo que siempre ha estado ligado a la música, y desde finales de los 90, ha empezado a crecer culturalmente para enriquecer su pueblo. Existen cinco agrupaciones musicales de diferentes estilos:
- Rondalla Popular Vecinal. La antigua y aún duradera rondalla del pueblo, que está formada por bailarines, cantantes y músicos del pueblo, interpretando canciones de jota.
- Cofradía Exaltación de la Santa Cruz. Alrededor del año 2000 se creó un grupo de tambores, bombos, cornetas y trompetas para realizar las procesiones de la Semana Santa; este mismo grupo está en la organización de Las Tamboas.
- Danzantes de San Blas. En 2003 recuperó su dance popular en la que un grupo de dulzaineros y niños danzantes del pueblo bailan y tocan en honor de San Blas.
- Charanga el Revoltijo. En 2011 un grupo de jóvenes del pueblo con ayuda del ayuntamiento crean la Charanga para amenizar las fiestas del pueblo y de los pueblos que quieran contratarlos; es una agrupación muy heterogénea ya que realizan actuaciones tipo chupinazos, pasacalles, despedidas o procesiones entre otros.
- Bandeadores de San Blas. En 2019 se creó el grupo de bandeadores devolviendo la vida al campanario de la Iglesia de Alloza.

## Fiestas

#### Patronales
- San Blas y Santa Águeda: 3 y 5 de febrero.
- La Judiada: Sábado de Pentecostés.
- Exaltación de la Santa Cruz: 14 de septiembre.

Nota: Todas estas festividades engloban el día del patrón y días adyacentes como fines de semana. Antiguamente La Judiada se Celebraba el Domingo de Pentecostés.

#### Cívicas
- Noche Vieja: 1 de enero (comisión de fiestas).
- San Antonio: 17 de enero (ganaderos del pueblo).
- San Blas; Patronales: 3 de febrero (Comisión de fiestas u otras asociaciones)
- Semana Santa: depende del año (comisión de fiestas u otras asociaciones).
- Judiada: 40 días después de Semana Santa. (Comisión u otras asociaciones)
- La Feria Artesanal de Alloza: primer fin de semana de agosto (comisión de fiestas).
- Fiesta del Veraneante: fin de Semana más cercano al 15 de agosto (comisión de fiestas).
- Santa Cecilia: 22 de noviembre (músicos del pueblo).
- Fiesta de la Oliva: 6 y 8 de diciembre (comisión de fiestas u otras asociaciones).

Nota: Estas festividades solo se realizan si hay comisión de fiestas o las agrupaciones pertinentes pueden permitirse realizarlas. Son festividades que realizan los vecinos del pueblo. Hay más festividades, como por ejemplo Carnaval o la noche de los difuntos, pero estas son las más conocidas y populares.

## Hijos ilustres
- Miembro Familia Garay (Introductor de la Patata en Aragón)

- Arturo Fernández Cáncer (Maestro)

- Joaquín Carbonell (Cantautor y Periodista)

- Pablo Tomeo Félez (Jugador profesional de fútbol en S.D. Huesca)

- Laura Royo Sanjuán (Jugadora profesional de fútbol en el SD Huesca femenino)